# Juri Alexandrowitsch Pantelejew
Juri Alexandrowitsch Pantelejew (russisch Юрий Александрович Пантелеев; * 18.jul. / 31. Oktober 1901greg. in Sankt Petersburg; † 5. Mai 1983 in Leningrad) war ein sowjetischer Seemann, Admiral (seit 1953), Professor an der Seekriegsakademie in Sankt Petersburg (seit 1962), Mitglied des Obersten Sowjets der UdSSR (1954–58) und Mitglied der KPdSU seit 1940. Er diente der sowjetischen Flotte ab 1918 und nahm am Russischen Bürgerkrieg und am Zweiten Weltkrieg teil.

## Leben
Pantelejews Vater Alexander Petrowitsch Pantelejew war Schauspieler. Später wurde er von Anatoli Wassiljewitsch Lunatscharski beauftragt, erste sowjetische Filme zu drehen. Er arbeitet für das Studio Lenfilm. Am bekanntesten ist sein Film Der Wundertäter, der Lenin in Gorki am Krankenbett vorgeführt wurde. Später wurde er als Held der sozialistischen Arbeit ausgezeichnet. Juri Alexandrowitsch's Mutter hieß Anna Alexejewna. Er hatte einen Bruder.
Schon als Kind fuhr Pantelejew auf Fischerbooten mit, später begann er zu segeln. Er besuchte das Gymnasium und meldete sich im März 1918 als Freiwilliger in der Marine und begann einen zweijährigen Navigationslehrgang. Im November 1918 wurde er Kommandant einer kleinen Marineausbildungseinheit, die erste Schifffahrtskenntnisse vermittelte, und half die Mündung der Newa zu sichern. Im Jahr 1919 trat er dem Komsomol bei.
Im März 1921 nahm Juri Alexandrowitsch Pantelejew an der Niederschlagung des Kronstädter Matrosenaufstands teil. Er befehligte eine Gruppe von etwa 100 skilaufenden Aufklärern und Meldern. Für seinen Einsatz in Kronstadt wurde ihm der Rotbannerorden verliehen.
Im Sommer 1921 wurde Pantelejew 2. Offizier auf dem Schoner Lauriston. Die Lauriston war als eines der ersten Handelsschiffe unter sowjetischer Flagge mit einer Ladung Eisenbahnschienen nach Tallinn unterwegs.
Im Mai 1922 wurde er zum Untersteuermann des Linienschiffs Marat (russisch Марат) ernannt. Im Frühjahr 1923 besuchte er einen Sonderlehrgang für Seeoffiziere.
Am 12. Juli 1923 brach er als Untersteuermann auf der Worowski von Sankt Petersburg auf, um das Schiff nach Wladiwostok zu überführen. Es war die erste derart lange Reise eines sowjetischen Schiffs. Die Fahrt ging über Plymouth, Neapel, Aden, Colombo, Singapur, Hong Kong und Guangzhou, wo Pantelejew Sun Yat-sen und dessen Frau Sun Tsin-lin traf. Insgesamt blieb die Besatzung einen Monat in China.
Nach der Fahrt setze Juri Alexandrowitsch Pantelejew seinen Sonderlehrgang fort, den er im Frühjahr 1925 abschloss. Danach wurde er zur Schwarzmeerflotte versetzt und wurde auf eigenen Wunsch von Februar bis Juli 1925 Steuermann auf dem U-Boot Politruk der Morzh-Klasse. Er stieg schnell zum Brigadekommandeur der 1. U-Boot Brigade auf. Als 1925 in der sowjetischen Marine neue Dienstgrade eingeführt wurden, wurde Pantelejew Fregattenkapitän. Bald darauf wurde er zum Kommandeur der 2. U-Boot Brigade ernannt.
Im April 1926 verließ Pantelejew das U-Boot Kommando und wurde Navigationsoffizier der Tscherwona Ukraina, diesen Posten hatte er bis zum Dezember 1928 inne. Als im Frühjahr 1928 der König von Afghanistan Amanullah Khan die UDSSR besucht war Pantelejew der Verbindungsoffizier zu dessen Frau Soraya Tarzi Hanim. Auch begleitete er das Herrscherpaar mit der Tscherwona Ukraina bis Istanbul.
Im Dezember 1928 wurde Juri Alexandrowitsch Pantelejew in den Flottenstab abkommandiert. Im Oktober 1930 trat er der Marineakademie in Moskau bei, wo er sein Studium im April 1933 mit Auszeichnung abschloss.
Nach seinem Abschluss wurde er der Baltischen Flotte als Offizier z. b. V. zugeteilt. Als Stabschef organisierte er hier die Verlegung eines Flottenverbands von der Ostsee in die Barentssee durch den neuen Weißmeer-Ostsee-Kanal. Aus diesem Verband wurde zusammen mit einem Weiteren die Nordflottille, die spätere Nordflotte, gegründet. Vom 25. September 1933 bis zum 21. März 1934 war Pantelejew dann Stabschef der neuen Nordflottille. Seine Arbeit bestand vor allem darin Standorte für Küstenbatterien und Stützpunkte auf den unbewohnten Inseln des Nordmeeres auszuwählen.
Von April 1935 bis November 1936 war Pantelejew dann Kommandant der 1. U-Boot-Brigade im Schwarzen Meer und vom November 1936 bis August 1938 Kommandant der 2. U-Boot Brigade. Im Sommer 1938 wurde er in das Volkskommissariat für Militär- und Meeresangelegenheiten versetzt. Er sitzt dort der staatlichen Abnahmekommission vor, die werftneue U-Boote für die Marine übernahm. Im Oktober 1939 wird er zum Kapitän 1. Ranges ernannt und Stabschef der Baltischen Rotbannerflotte, diese Arbeit bekleidete er bis 1941.

### Zweiter Weltkrieg
Bei Beginn des Zweiten Weltkriegs war Pantelejew Stabschef der Baltischen Flotte und war gerade zum Konteradmiral befördert worden. Ersten Kampfeinsätzen konnte er im Winterkrieg gegen Finnland beiwohnen, als sowjetische Schiffe Küstenstellungen beschossen oder U-Boote den Nachschub abschnitten. Im besonders kalten Winter, mit Temperaturen bis −40 °C 1939/40, fror der Finnische Meerbusen jedoch komplett zu, was den Einsatz der Flotte unmöglich machte. Die Marinesoldaten wurden deswegen mit Skiern und Segelschlitten ausgerüstet.
Vom Frühjahr bis zum Juli 1941 war Pantelejew mit der Sicherung der Irbenstraße betreut. Durch den Einsatz von Schiffen, Marinefliegern und Wasserminen konnte er einige deutsche Geleitzüge erfolgreich angreifen.
Am 27./28. August 1941 beteiligte sich Pantelejew an der sowjetischen Evakuierung von Tallinn. Während der Aktion befehligte er den Zerstörer Minsk der Leningrad-Klasse.
Danach leitete er die Evakuierung von Koivisto, wo er circa 27.000 Soldaten (zwei Schützendivisionen) und etwa 1.000 Zivilisten nach Kronstadt bringen konnte. Danach war er mit der Sicherung des Ladogasees beauftragt über den Nahrungsmittel nach Leningrad transportiert wurden.
Am 4. Oktober 1941 wurde Konteradmiral Juri Alexandrowitsch Pantelejew die erste Leitung des neu gegründeten Leningrader Flottenstützpunktes übertragen. Diesen Posten bekleidet er bis zum April 1942, als er Stellvertreter des Chefs des Hauptstabs der Seekriegsflotte in Moskau wird. Ein Amt, das er bis Mai 1943 innehat. Gleichzeitig redigiert er die Zeitschrift Morskoi sbornik.
Für den Kampf gegen die Verminung der Wolga wurde Pantelejew am 6. Mai 1943 auf Vorschlag von Flottenadmiral Nikolai Gerassimowitsch Kusnezow Kommandant der Wolgaflottille. Dabei war er für das gewaltige Gebiet von Astrachan bis Kuibyschew verantwortlich. Die deutsche Wehrmacht hatte die Wolga stark vermint. Der Fluss war jedoch als Transportweg für Treibstoff unverzichtbar. Trotz der vielen Wasserminen, die die Wehrmacht mit Flugzeugen verbrachte, und ständiger Luftangriffe, vor allem durch Junkers Ju 88, löste Pantelejew die Aufgabe erfolgreich.
Von Dezember 1943 bis Juli 1944 arbeitete Pantelejew wieder als Stellvertreter des Chefs des Hauptstabs der Seekriegsflotte in Moskau. Am 29. Januar 1944, zwei Tage nach Ende der Belagerung Leningrads, wurde er zum Vizeadmiral ernannt.
Im Juli 1944 wurde er dann nach Archangelsk versetzt und zum Kommandanten der Weißmeerflottille ernannt. Durch das Leih- und Pachtgesetz (Lend-Lease Act) wurde die Sowjetunion über die Eismeerhäfen Murmansk und Archangelsk in großem Umfang mit Kriegsgütern und Lebensmitteln aus den Vereinigten Staaten versorgt. Auch für den innersowjetischen Transport von Kriegsgütern war das Weißmeer extrem wichtig.
In der Transportperiode des Jahres 1944 passierten allein 300 Geleitzüge, 615 Transporter, darunter 142 Frachter der Alliierten den Verantwortungsbereich Pantelejews, der riesig war und 4000 km Küstenlinie umfasste.
Die Deutschen griffen die Transporte im Weißmeer regelmäßig mit Flugzeugen, Minen und U-Booten an. Auf Alexandraland am Cambridge-Kanal befand sich ein geheimer deutscher U-Boot Stützpunkt, den die Sowjets bis Kriegsende nicht entdeckten.
Im November 1944 wurde Juri Alexandrowitsch Pantelejew mit dem Order of the Bath für die Verdienste der Weißmeerflottille bei der Versenkung der Tirpitz ausgezeichnet.

### Kalter Krieg
Im Juli 1946 wurde er wieder in den Hauptstab der Seekriegsflotte nach Moskau versetzt. Im April begann Pantelejew die Seekriegsakademie für Kommandeure „K.J. Woroschilow“ zu leiten. Im August 1951 wurde er zum Befehlshaber der Pazifikflotte ernannt. Dies war zu dieser Zeit die größte Flotte der Sowjetunion, die für den ganzen Pazifik und den Indischen Ozean verantwortlich war. Am 3. August 1953 wurde Juri Alexandrowitsch Pantelejew zum Admiral ernannt.
Im Jahr 1954 wurde Pantelejew zum Mitglied des Obersten Sowjets der UdSSR gewählt. Dieses Amt bekleidete er bis 1958.
Im Januar 1956 wurde er als Kommandant der Pazifikflotte abgelöst und Leiter der Seekriegsakademie für Schiffbau und Bewaffnung „A.N. Krylow“ in Leningrad. Im Jahr 1962 erhielt er eine Professur. Als die beiden russischen Seekriegsakademien 1967 zusammengelegt wurden, wurde er Professor und Berater an der neuen Akademie.
Im März 1968 trat Pantelejew in den Ruhestand. Er starb am 5. Mai 1983 in Leningrad und wurde auf dem Seraphim-Friedhof beigesetzt.

## Ehrungen

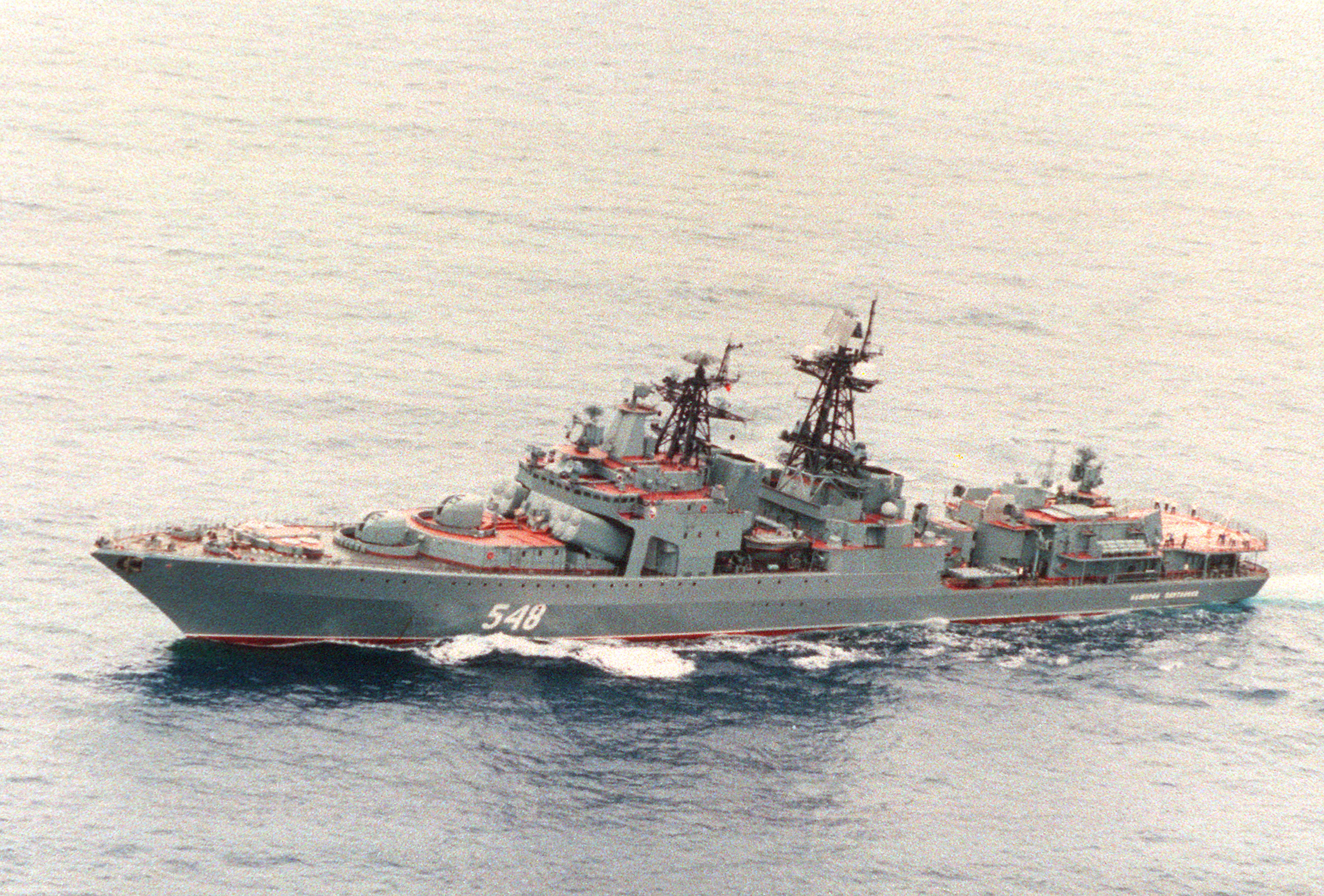
Russischer Zerstörer Admiral Pantelejew (BPK 548)

Juri Alexandrowitsch Pantelejew wurden in seinem Leben neben vielen Medaillen mehrere hochrangige Orden verliehen:
- der Leninorden 1945
- insgesamt vier Rotbannerorden 1922, 1944, 1944 und 1948
- der Orden des Roten Banners der Arbeit 1981
- der Nachimoworden 1. Klasse 1945
- der Orden des Vaterländischen Krieges 1. Klasse 1944
- zweimal der Orden des Roten Sterns 1940, 1944
- der Order of the Bath 3. Klasse 1945 durch den Premierminister des Vereinigten Königreichs
- zwei Revolutionäre Ehrenwaffen 1933, 1952

Ihm zu Ehren wurde ein russischer Zerstörer der Udaloy-Klasse (BPK 548) Admiral Pantelejew genannt. Das Schiff wurde 1990 in Dienst gestellt und ist Teil der Pazifischen Flotte. Es wurde 2009 vor die somalische Küste verlegt, um dort die Piraterie zu bekämpfen.

## Werke
Neben zahlreichen wissenschaftlichen Arbeiten zur Taktik des Seekriegs hat Panteleyew drei Bücher veröffentlicht:
- Морской фронт (1965), deutsch: Die Seefront
- Полвека на флоте (1974), deutsch: Mein Leben für die Flotte
- Парус-моя жизнь (1982), deutsch: Segeln mein Leben